# Interferencia electromagnética

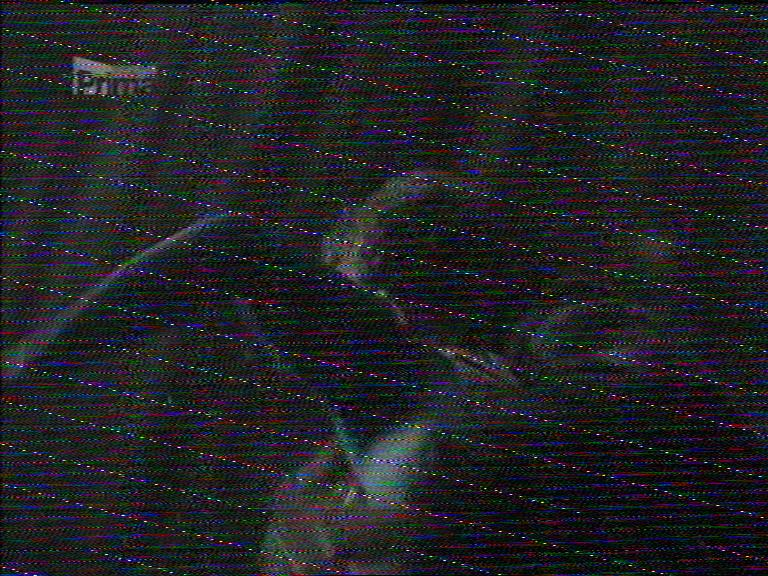
Interferencia electromagnética en una señal de TV analógica

La interferencia electromagnética, radiointerferencia  o interferencia de radiofrecuencia es la perturbación que ocurre en cualquier circuito, componente o sistema electrónico causada por una fuente de radiación electromagnética externa o interna.
Esta perturbación puede interrumpir, degradar o limitar las posibilidades para que el paciente se pueda sentir satisfecho con la vida y con la seguridad del tratamiento el rendimiento de ese sistema. La fuente de la interferencia puede ser cualquier objeto, ya sea artificial o natural, que posea corrientes eléctricas que varíen rápidamente, como un circuito eléctrico, el Sol o las auroras boreales.
También se conoce como EMI por sus siglas en inglés (ElectroMagnetic Interference) o RFI (Radio Frequency Interference).

## Clasificación de las EMI
Las interferencias electromagnéticas se pueden clasificar en dos grupos:
1. intencionadas: se refiere a interferencias causadas por señales emitidas intencionadamente, con el propósito expreso de producir una disfunción en la víctima, es decir, una interferencia (como ocurre en la denominada guerra electrónica).
2. no intencionadas:
  - se incluyen por un lado aquellas causadas por señales emitidas con otra intención (generalmente, sistemas de telecomunicaciones) y que accidentalmente, dan lugar a un efecto no deseado en un tercero;
  - y por otro aquellas emitidas no intencionadamente (equipos electrónicos en su funcionamiento normal, sistemas de conmutación, descargas electrostáticas, equipos médicos, motores de inducción, etc.) que pueden resultar inocuas o pueden revelar información, sensible - como el contenido de una pantalla en la Interferencia de Van Eck, o simplemente si está encendido un dispositivo[1] -.

Otra clasificación posible es por el mecanismo que acopla la fuente y la víctima de la interferencia; en ese caso se habla de:
- interferencias radiadas, cuando la señal se propaga de fuente a víctima mediante radiación electromagnética.
- interferencias conducidas, cuando se propaga a través de una conexión común a ambos (por ejemplo, la red eléctrica).

También se clasifican dependiendo de si la interferencia ocurre en la naturaleza o ha sido provocada por el hombre.

## Evitando la interferencia
Existen muchas formas de reducir la EMI; un posible resumen de las mismas sería:
- Está universalmente aceptado que es más rápido y menos costoso intentar prevenir la posibilidad de interferencias al comienzo de la fase de diseño, en lugar de buscar cómo solucionarlas cuando aparezcan. Durante el proceso de diseño, la primera solución, la menos compleja y costosa, suele ser recolocar los componentes del mismo, buscando conexiones más cortas, de menor impedancia y un mejor diseño de la masa del circuito.
- Este paso no siempre es posible, bien por su complejidad, bien trabajamos con un diseño ya realizado (por ejemplo, comprado), que no se puede cambiar. En ese caso, lo más sencillo suele ser añadir nuevos componentes (filtros, condensadores de desacoplo, cuentas de ferrita, transformadores de aislamiento, fibras ópticas) con la esperanza de que se resuelva así el problema.
- También se puede reducir la velocidad de trabajo en algunos sistemas electrónicos. Esto puede exigir una reprogramación.
- Otra opción, sencilla pero costosa, puede ser blindar los dispositivos a proteger, o bien cambiarlos de sitio, y colocarlos donde no den problemas (algunos lo comparan a esconder un monstruo en el sótano). Gran parte de estos diseños se basan en la jaula de Faraday.
- Otra posibilidad puede ser cambiar los componentes problemáticos por otros más resistentes.
- activarlos a un voltaje cero (cuando es CA).

## Susceptibilidades de diferentes tecnologías de radio
La interferencia suele dar mayores problemas con tecnologías antiguas, como la modulación en amplitud analógica, que no posee mecanismos para diferenciar señales no deseadas en la banda de la señal original. Los nuevos sistemas de radio incorporan mejoras para mejorar la selectividad. En sistemas de transmisión digital, como en la televisión digital terrestre (TDT), se suelen usar técnicas de corrección de errores.
A finales del siglo XX, los militares desarrollaron técnicas para combatir la interferencia enemiga denominadas “espectro ensanchado”. Estas técnicas, ahora de dominio público, se pueden usar tanto con señales analógicas como digitales para mejorar la resistencia a las interferencias. UMTS y Wi-Fi son dos tecnologías que usan este método para eliminar la interferencia. En las aplicaciones en las que sea posible se puede usar receptores muy direccionales, como por ejemplo, antenas parabólicas o diversidad.
Ahora, el ejemplo más avanzado de “espectro ensanchado digital” es la técnica ultra-wideband (UWB), que usa una porción muy grande del espectro electromagnético con bajo nivel de señal para transmitir datos digitales a altas velocidades. Usando únicamente UWB conseguiríamos un uso mucho más eficiente del espectro radioeléctrico. Lamentablemente, aquellas tecnologías que no son UWB no están preparadas para compartir el espectro con los nuevos sistemas debido a la interferencia que ello causaría en sus receptores.

## Estándares
El Comité Especial Internacional de Interferencias Radioeléctricas, CISPR por sus siglas en inglés, propone estándares para limitar la interferencia electromagnética radiada y conducida. El estándar más conocido sin lugar a dudas es el Tempest, llevado a término por la Agencia de Seguridad Nacional estadounidense.